# Avedøre Holme
Avedøre Holme er et industriområde i bydelen Avedøre i Hvidovre Kommune i København. Området blev kunstigt inddæmmet i 1960'erne og afgrænses mod nord af Amagermotorvejen og mod syd af Køge Bugt.
Området er på 450 hektar med 275 hektar erhvervsareal og huser ca. 375 virksomheder med ca. 9.000 arbejdspladser. Blandt de mere markante bygninger er kraftvarmeværket Avedøreværket, fjernvarmecentralen med en skorsten dekoreret af billedkunstneren Johnny Oehlenschlæger og det 330 meter lange kontorhus CPH Business Park, også kendt som Center Syd. Derudover er der blandt andet grusgrav, spildevandscenter og garageanlæg for busser.
Der findes desuden en stor mængde vindmøller som er opført i forbindelse med flere forskellige vindenergiprojekter.

## Historie
I begyndelsen af 1900-tallet var det nuværende Avedøre Holme kun nogle småøer mellem Kalveboderne og Brøndby Strand. Der var dog et frodigt plante- og dyreliv med græsende køer om sommeren. I 1920'erne anlagdes en dæmning, hvorefter der kom nogle enkelte sommerhuse. Området blev imidlertid først for alvor interessant efter 2. verdenskrig, hvor der var mangel på industrigrunde i København. Avedøre Holme lå godt i forhold til byen og det planlagte motorvejsnet, hvilket førte til ideen om at inddæmme og udnytte området. I 1953/1954 var det desuden tanken, at der skulle være en havn samt en S-bane og en godsbane i tilslutning til Køge Bugt-banen, der var under projektering på det tidspunkt. I praksis blev hverken havnen eller banerne til Avedøre Holme dog til noget.
I 1956 søgte Dansk Arbejde om tilladelse til at inddæmme området, hvilket de fik i 1961. Arbejdet med inddæmningen gik i gang i 1964, og to år efter kunne den første virksomhed flytte ind i det nye industrikvarter. Området var fuldstændig planlagt med brede, retvinklede veje og store grunde, der var tiltænkt fabrikker. I praksis blev det dog især transport- og lagervirksomheder, der kom til at bo i det meget ensartede elementbyggeri, der skød op i området i 1970'erne. Samme årtis økonomiske krise betød desuden en opbremsning i udviklingen, og blandt andet kontorhuset Center Syd fra 1982 kom til at stå delvist tomt. Avedøre Holme blev dog alligevel udvidet med yderligere inddæmning mod syd, hvor kommunen anlagde Avedøreværket, et affaldsdepot og et rensningsanlæg.

## Nutid
Fremme i nutiden er Avedøre Holme fremdeles et industrikvarter, der stadig bærer præg af 1960'ernes idealer om planlægning. Tingene er organiserede, men det meste af byggeriet er anonymt, og ofte vidner kun skilte om ejerne. Fabriksområde blev stedet aldrig for alvor, for meget af produktionen flyttede ud af landet. Men andre virksomheder rykkede ind og sørger stadig for liv i området, i det mindste i arbejdstiden. Nogle af virksomhedernes græsplæner er omlagt til øget biodiversitet.
Afslutningsvis er det værd at bemærke systemet af diger, dæmninger og pumpeanlæg. Udover at give området en grøn afgrænsning er de også en forudsætning for dets eksistens. Da de blev etableret i 1960'erne vidnede de om tidens tro på teknologiens ufejlbarlighed, men hvis pumpesystemet svigter i længere tid, vil alt undtagen Avedøreværket blive oversvømmet.

## Holmene
7. januar 2019 fremlagde Hvidovre Kommune og regeringen en plan for anlæggelse af ni kunstige øer ved navn Holmene umiddelbart syd for Avedøre Holme. I modsætning til tidligere var der nu stor efterspørgsel fra erhvervslivet efter adresser på Avedøre Holme, så der var grundlag for udvidelser. Med de ni holme ville der blive skabt et nyt landområde på 3,1 mio m² med 2,4 mio. m² til erhverv og 0,7m² til natur og rekreative formål. Erhvervsområdet ville få plads til ca. 380 virksomheder og op til 12.000 arbejdspladser. Naturområderne skulle afgrænse samtlige holme, der samlet ville tilføje 17 km ny kystlinje. Her skulle der være rekreative områder med løberuter, cykelstier og mulighed for vandsportsaktiviteter. En af holmene skulle reserveres til et stort energiproducerende renseanlæg, der på sigt kunne afløse rensningsanlægget Lynetten, Renseanlæg Damhusåen og Renseanlæg Avedøre. Ved bioforgasning af slam fra renseanlægget kunne der produceres grøn energi i form af biogas.
Holmene skulle anlægges ved hjælp af deponering af overskudsjord hvilket, sammen med grundsalg, forventedes at indbringe 4,1 mia. kroner. Det skulle dække udgifterne til anlæggelse og byggemodning, som forventedes at koste 3,2 mia. kr. PensionDanmark var desuden interesseret i at bidrage med en del af startkapitalen i forventning om senere fortjeneste ved grundsalget.
Ved præsentationen i 2019 forventedes det, at opfyldningen med jord kunne begynde i 2022, og at den første holm ville kunne stå klar seks år senere. Hele området forventedes at stå færdigt i 2040. I oktober 2022 var man dog kun kommet til, at Hvidovre Kommune havde lavet rapporter for 12,5 mio. kr. om blandt andet miljø, økonomi, trafik og støj. En forventet projekteringslov lod derimod vente på sig. De øvrige syv kommuner langs Køge Bugt protesterede desuden mod projektet, som de ønskede stoppet. De frygtede forurening og og forringelse af havmiljøet i Køge Bugt, ligesom der ville være gener i den lange anlægsperiode. Hos Hvidovre Kommune mente man imidlertid, at projektet vil fremme klima og havmiljø.
28. januar 2025 vedtog Hvidovres kommunalbestyrelse at droppe Holmene til fordel for et projekt med landindvinding og stormflodssikring. Tanken er at der skal være en naturlig kystlinje med strandenge og lignende i forlængelse af stormflodssikringen af Køge Bugt Strandpark. Projektet vil skulle sikre infrastruktur, virksomheder og boliger, men på sigt vil det indvundne område også kunne bruges til for eksempel erhverv eller rekreative aktiviteter.